# Rheinstetten
Rheinstetten là một thị trấn ở huyện Karlsruhe, bang Baden-Württemberg, Đức. Đô thị này có diện tích 32,31 km², dân số thời điểm 31 tháng 12 năm 2005 là 20.406 người.